# Férfi kenu kettes 500 méter a 2008. évi nyári olimpiai játékokon
A 2008. évi nyári olimpiai játékokon a kajak-kenu férfi kenu kettes 500 méteres versenyszámát augusztus 19. és 23. között rendezték a Shunyi olimpiai parkban.
Minden kenu kettes az előfutamokban kezdte a küzdelmeket. Az előfutamok első három helyezettjei automatikusan kvalifikálták magukat a döntőbe, a mögöttük célba érők pedig az elődöntőbe jutottak. Az elődöntő első három helyezettjei csatlakoztak a döntő mezőnyéhez.
Az előfutamokat augusztus 19-én, az elődöntőt augusztus 21-én, a döntőt augusztus 23-án bonyolították le.

## Eredmények
Az időeredmények másodpercben értendők. A rövidítések jelentése a következő:
- QF: döntőbe jutás helyezés alapján
- QS: elődöntőbe jutás időeredmény alapján

### Előfutamok
| Helyezés | Név                                        | Nemzet                 | Idő      | Mj       |
| 1. futam | 1. futam                                   | 1. futam               | 1. futam | 1. futam |
| -------- | ------------------------------------------ | ---------------------- | -------- | -------- |
| 1.       | Meng Kuan-liang Jang Ven-csün              | Kína (CHN)             | 1:41,218 | QF       |
| 2.       | Szergej Ulegin Alekszandr Kosztoglod       | Oroszország (RUS)      | 1:41,241 | QF       |
| 3.       | Daniel Jędraszko Roman Rynkiewicz          | Lengyelország (POL)    | 1:42,309 | QF       |
| 4.       | Raimundas Labuckas Tomas Gadeikis          | Litvánia (LTU)         | 1:42,803 | QS       |
| 5.       | Dejan Georgiev Adnan Aliev                 | Bulgária (BUL)         | 1:43,428 | QS       |
| 6.       | Sáfrán Mátyás Sáfrán Mihály                | Magyarország (HUN)     | 1:43,642 | QS       |
| 7.       | Serguey Torres Karel Aguilar               | Kuba (CUB)             | 1:44,155 | QS       |
| 8.       | José Cristóbal Dimas Camilo                | Mexikó (MEX)           | 1:54,090 | QS       |
| 2. futam |                                            |                        |          |          |
| 1.       | Christian Gille Tomasz Wylenzek            | Németország (GER)      | 1:41,513 | QF       |
| 2.       | Andrej Bahdanovics Aljakszandr Bahdanovics | Fehéroroszország (BLR) | 1:41,767 | QF       |
| 3.       | Szerhij Bezuhlij Makszim Prokopenko        | Ukrajna (UKR)          | 1:42,054 | QF       |
| 4.       | Iosif Chirilă Andrej Cuculici              | Románia (ROU)          | 1:42,306 | QS       |
| 5.       | Andrew Russell Gabriel Beauchesne-Sévigny  | Kanada (CAN)           | 1:43,189 | QS       |
| 6.       | Bertrand Hemonic William Tchamba           | Franciaország (FRA)    | 1:43,453 | QS       |
| 7.       | Kajszar Nurmaganbetov Alekszej Gyadcsuk    | Kazahsztán (KAZ)       | 1:45,730 | QS       |

### Elődöntő
| Helyezés | Név                                       | Nemzet              | Idő      | Mj |
| -------- | ----------------------------------------- | ------------------- | -------- | -- |
| 1.       | Iosif Chirilă Andrej Cuculici             | Románia (ROU)       | 1:42,545 | QF |
| 2.       | Dejan Georgiev Adnan Aliev                | Bulgária (BUL)      | 1:42,891 | QF |
| 3.       | Andrew Russell Gabriel Beauchesne-Sévigny | Kanada (CAN)        | 1:42,921 | QF |
| 4.       | Raimundas Labuckas Tomas Gadeikis         | Litvánia (LTU)      | 1:43,299 |    |
| 5.       | Serguey Torres Karel Aguilar              | Kuba (CUB)          | 1:43,673 |    |
| 6.       | Bertrand Hemonic William Tchamba          | Franciaország (FRA) | 1:43,874 |    |
| 7.       | Kajszar Nurmaganbetov Alekszej Gyadcsuk   | Kazahsztán (KAZ)    | 1:44,992 |    |
| 8.       | Sáfrán Mátyás Sáfrán Mihály               | Magyarország (HUN)  | 1:45,032 |    |
| 9.       | José Cristóbal Dimas Camilo               | Mexikó (MEX)        | 1:48,853 |    |

### Döntő
| Helyezés | Név                                        | Nemzet                 | Idő      | Mj |
| -------- | ------------------------------------------ | ---------------------- | -------- | -- |
| Arany    | Meng Kuan-liang Jang Ven-csün              | Kína (CHN)             | 1:41,025 |    |
| Ezüst    | Szergej Ulegin Alekszandr Kosztoglod       | Oroszország (RUS)      | 1:41,282 |    |
| Bronz    | Christian Gille Tomasz Wylenzek            | Németország (GER)      | 1:41,964 |    |
| 4.       | Andrej Bahdanovics Aljakszandr Bahdanovics | Fehéroroszország (BLR) | 1:41,996 |    |
| 5.       | Andrew Russell Gabriel Beauchesne-Sévigny  | Kanada (CAN)           | 1:42,450 |    |
| 6.       | Iosif Chirilă Andrej Cuculici              | Románia (ROU)          | 1:43,195 |    |
| 7.       | Dejan Georgiev Adnan Aliev                 | Bulgária (BUL)         | 1:43,971 |    |
| 8.       | Szerhij Bezuhlij Makszim Prokopenko        | Ukrajna (UKR)          | 1:44,157 |    |
| 9.       | Daniel Jędraszko Roman Rynkiewicz          | Lengyelország (POL)    | 1:44,389 |    |